# Zentrales Informationsportal über seltene Erkrankungen
ZIPSE, das Zentrale Informationsportal über seltene Erkrankungen, ist ein Gesundheitsportal, das sich Wegweiser zu Organisationen und Institutionen versteht, die in Behandlung und Begleitung von Menschen mit seltenen Erkrankungen tätig sind.

## Geschichte
ZIPSE ist ein im Jahr 2013 vom Bundesministerium für Gesundheit ins Leben gerufene Projekt.  Es ist Bestandteil des Nationalen Aktionsplans für Menschen mit Seltenen Erkrankungen (NAMSE). An der Konzeption und Erstellung des Portals waren zahlreiche Forschungsgruppen sowie die Allianz Chronischer Seltener Erkrankungen (ACHSE) beteiligt. Seit 2019 wird das Portal von der Stiftung Gesundheitswissen betrieben.

## Inhalte
Das Informationsportal stellt selbst keine Fachinformationen bereit, sondern verweist auf die Internet-Angebote bestehender Informationsanbieter zu seltenen Erkrankungen. Vorgeschlagene Informationsquellen werden erst nach erfolgter Prüfung von Qualitätskriterien für gute Gesundheitsinformationen freigeschaltet. Darüber hinaus kann über ZIPSE auf erkrankungsspezifische Informationen in externen Datenbanken wie Orphanet, PubMed und den Versorgungsatlas für Menschen mit Seltenen Erkrankungen (se-atlas.de) zugegriffen werden.